# Lukian Kergoat
 (juin 2008).
Si vous disposez d'ouvrages ou d'articles de référence ou si vous connaissez des sites web de qualité traitant du thème abordé ici, merci de compléter l'article en donnant les références utiles à sa vérifiabilité et en les liant à la section « Notes et références ».
Lucien Kergoat ou Lukian Kergoat est un linguiste et écrivain breton.

## Biographie
Il a été le directeur du département de breton de l'université Rennes-II, et successeur de Pierre Denis à ce poste. Il est membre de l’Institut culturel de Bretagne (ICB), section " Langue et linguistique ".  Il est membre du centre de terminologie des écoles Diwan. Il a prononcé, en septembre 1999, un hommage au romancier bretonnant Youenn Drezen à Pont-l'Abbé.
À propos de l'enseignement en breton et aussi du breton dans les médias, il écrit un texte qui figure dans les Mélanges offerts à Per Denez : « La dynamique endogène... Diwan nait à la fin des années 70. Nous sommes au terme d'une décade qui a vu se créer les cours de breton facultatifs, dans l'enseignement secondaire en particulier. La mise en place de ces cours était le fruit d'un investissement militant intense. Pour diverses raisons..., les résultats n'ont pas été à la mesure de l'effort accompli. Le projet Diwan s'inscrit dans une logique différente. Il s'inspire d'expériences faites ailleurs en Europe, au Pays basque en particulier. Il ne s'agit plus d'amender le système éducatif afin de l'amener à prendre en compte la spécificité bretonne. Il s'agit, au contraire, de créer intégralement un cursus autour d'un projet pédagogique endogène. On a cerné un besoin : la demande sociale existe. Des familles souhaitent une scolarisation en breton. Créons donc l'outil pédagogique qui nous fait défaut en partant de nos propres moyens. Cette démarche est caractéristique d'un nouvel état d'esprit. On ne quémande plus à l"État-providence" une reconnaissance et une prise en compte dans ses structures. On crée sa propre institution à partir de la réalité spécifique locale. Et par l'entreprise "école", la langue s'est intégrée au circuit économique.... Le champ économique est encore trop circonscrit. L'investissement éducatif mobilise actuellement beaucoup d'énergies. Certains domaines de création, comme l'audiovisuel, en pâtissent sans doute. Au-delà d'une culture de la revendication qui quémande toujours beaucoup à l'État, les projets de création alternative tardent à aboutir : si les Bretons auront bientôt une radio qui émettra uniquement dans leur langue, la télévision est quasi exclusivement francophone.. »

### Nouvelles
- Blaz ar Champagn, in Al Liamm, niv. 164, 1974
- Fañch, in Al Liamm, niv. 166, 1974
- Ar vleunienn melen-ruz, in Al Liamm, niv. 166, 1974
- Distro eus ar skol, in Al Liamm, niv. 168, 1975